# Donbass (film)
Donbass è un film del 2018 diretto da Serhij Loznycja. È stato il candidato ucraino come miglior film straniero ai premi Oscar 2019.

## Trama
Il film racconta della guerra del Donbass attraverso 12 episodi che compongono "un'inedita commedia nera corale", come l'ha definita Paolo Mereghetti: tra questi, un normale giornalista tedesco arbitrariamente tacciato di nazismo, un soldato nazionalista volontario che finisce per essere ammanettato ed esposto al pubblico ludibrio, un matrimonio celebrato dalle autorità separatiste della Nuova Russia che finisce in una specie di farsa, eccetera. Secondo il regista, il film: "non è la storia di una regione, di un paese o di un sistema politico. Parla di un mondo perso nella post-verità e nelle false identità. Riguarda ognuno di noi."

## Distribuzione
Il film è stato presentato in anteprima il 9 maggio 2018 come film d'apertura della sezione Un Certain Regard al 71º Festival di Cannes.

## Accoglienza
La Rossijskaja Gazeta, quotidiano ufficiale del Governo della Federazione Russa, ha rimosso la recensione del film dal proprio sito dopo un giorno: anche una proiezione del film annunciata per il 14 luglio 2018 a Mosca è stata cancellata per non chiare ragioni tecniche e il film non è mai stato distribuito in Russia.
Nel 2021 un sondaggio del Centro Nazionale Oleksandr Dovženko l'ha posizionato al 14º posto nella lista dei 100 migliori film nella storia del cinema ucraino.

## Riconoscimenti
- 2018 - Festival di Cannes
  - Premio Un Certain Regard per la miglior regia a Serhij Loznycja